# Vampir im Internet
Die drei ??? – Vampir im Internet ist ein Jugendkriminalroman von André Minninger aus dem Jahr 1999 und der 88. Band der Reihe Die drei ???. In der Geschichte testen die drei jugendlichen Protagonisten Justus Jonas, Peter Shaw und Bob Andrews ein neuartiges VR-Videospiel und stoßen dabei auf Machenschaften im Hintergrund, denen sie nachgehen. Die Hörspiel-Umsetzung des Romans durch das Label Europa erschien ebenfalls 1999.

## Handlung
Justus Jonas, Peter Shaw und Bob Andrews erhalten einen ungewöhnlichen Auftrag: Der Programmierer Doe Dungeon will, dass die drei Jungen das von seinem Unternehmen entwickelte Videospiel „Sweet Revenge“ testen sollen. In diesem geht es darum, dass der Thronfolger Vinton des von einer schweren Krankheit heimgesuchten Königreichs Marlon von einem Ghoul aus der Wiege geraubt und auf das Schloss des Vampirs Hehmathor gebracht wurde. Das Spiel bietet ein völlig neues Spielerlebnis, da zum Spielen ein Datenhelm verwendet wird, mit dem der Spieler den Eindruck hat, sich mitten im Geschehen zu befinden. Zudem soll das Spiel über das Internet in Dreiergruppen gespielt werden. Das Spiel befindet sich bereits in der Schlussphase und soll bald auf dem Markt erscheinen, Dungeon rechnet mit einem durchschlagenden finanziellen Erfolg.
Da im Spiel jedoch nicht nur Vampire und andere Monster bekämpft werden müssen, sondern auch eine Reihe von Denkaufgaben enthalten sind, möchte Dungeon, dass die drei Detektive sich mit dem Spiel befassen. Diese willigen ein, erhalten jedoch zurück in ihrer Zentrale einen Drohanruf, sich aus der Sache herauszuhalten. Vor der Tür der Zentrale wurde von dem Unbekannten zudem eine aufgeschlitzte Fledermaus abgelegt, die sich bei näherem Hinsehen allerdings als aus Gummi gefertigt herausstellt.
Die Jungen schlagen die Warnung in den Wind und sind nach dem Bestehen des ersten Levels mehr als begeistert von Dungeons Werk. Jedoch haben sie auch mitbekommen, dass im Hintergrund irgendetwas Seltsames abläuft: Justus hatte, als er bemerkte, dass Besuch kommt, kurz seinen Helm abgenommen und war zur Tür gegangen, um zu lauschen: Ein gewisser Tom Beker zeigt sich sehr unerfreut darüber, dass Dungeon die drei Jungen mit ins Boot geholt hat. Er lässt einen Koffer zurück, den Dungeon für ihn aufbewahren soll, da – wie er sagt – Vampire seine Wohnung durchsucht haben, den Koffer aber zum Glück übersahen. Um was genau es hierbei jedoch ging, erschließt sich den Jungen nicht.
Auch eine weitere Drohung hält die Jungen nicht davon ab, den Spieletest fortzusetzen. Nach dem Durchspielen des zweiten Levels am Tag darauf macht Justus eine weitere Entdeckung: Er kann einen Blick auf einen der Briefe, die Dungeon bekommen hat, werfen und stellt fest, dass diese nicht an ihn, sondern einen gewissen Mitchel Cryder adressiert sind. Es geht um eine Lastschrift, die wegen des fehlenden Einlösungsauftrags nicht durchgeführt werden konnte. Sie begeben sich zu der angegebenen Adresse, jedoch ist niemand zu Hause. Von einer Nachbarin erfahren sie, dass Mitchel Cryder sich nur selten hier blicken lässt, man fast meinen könnte, er würde dort gar nicht mehr wohnen. Seine Post wird jedoch regelmäßig abgeholt.
Am Tag darauf spielen die Jungs das dritte Level, von dem Dungeon meint, dass hierbei besonders viel Scharfsinn erforderlich sei. Im Spiel sind die Jungen inzwischen von Hehmathors Schloss in Transsylvanien (Siebenbürgen) aus durch ein Portal im Los Angeles der Zukunft gelandet, wo Vampire inzwischen die Menschen verdrängt haben. Sie kämpfen sich – nun neben Schwertern auch mit einer Laserwaffe – durch die dortige Kanalisation, bis sie zu einer Stelle kommen, wo sie ein bestimmtes Rätsel lösen müssen: Ein Zwerg will von ihnen wissen, wie er acht Äpfel und sechs Bananen gerecht auf vier Erwachsene und drei Kinder aufteilen soll. Da sie ohne die Lösung im Spiel nicht weiterkommen, ziehen sie sich in ihre Zentrale zurück und überlegen dort weiter. Es sieht jedoch so aus, als ob das Rätsel mathematisch nicht wirklich lösbar ist. Justus vermutet daher, da er zuvor bemerkte, wie interessiert Dungeon daran war, dass die Jungen dieses Rätsel lösen, dass der Spieleprogrammierer es selbst nicht weiß und darauf hofft, dass die drei Fragezeichen es lösen können. Justus hat schließlich den Geistesblitz, dass die Anzahl der Früchte und Personen völlig gleichgültig ist und die Lösung schlicht das Wort „Saft“ ist, da man die Früchte in dieser Form ohne Probleme gerecht verteilen kann.
Um herauszufinden, was Dungeon mit dieser Lösung bezwecken will, sprechen sie ihm die Lösung auf den Anrufbeantworter und lauern dann vor dessen Haus. Zu ihrer Überraschung verlässt dieses aber nicht der Programmierer, sondern Mitchel Cryder, der sich mit einem Koffer zur Bank begibt. Sie fangen ihn vor dem Eingang ab und der Mann stellt sich als verkleideter Dungeon heraus. Dieser gibt sich geschlagen und klärt sie über die Hintergründe auf: Dungeon hat für die Finanzierung des Spiels einen Kredit bei der örtlichen Eastwood Bank aufgenommen, dessen Direktor sein alter Freund Timothy Bowfield ist. Bowfield glaubt an den Erfolg des Spiels, ist aber vor allem ein rücksichtsloser Geschäftsmann. Als die Produktionszeit länger als vorgesehen dauerte, kündigte er Bowfield seinen Kredit und brachte den Programmierer, sein Unternehmen und die Entwicklung des Spiels damit in arge Bedrängnis. In seiner Lage erinnerte sich Dungeon wieder an das, was ihm Bowfield einmal bei einer Kneipentour, wo er sehr stark angetrunken war, erzählt hatte: Er hatte sich damit gebrüstet, dass es niemandem gelingen werde, die Firewall seiner Bank zu knacken und das Passwort in Form des besagten Rätsels Dungeon erzählt. Dieser hatte mit seinen engsten Vertrauten seitdem darüber gerätselt, was die Lösung sein könnte. Mit dem von den drei Jungen erhaltenen Lösungswort war es ihm nun möglich, eine hohe Summe Geld von Bowfield auf das Konto von Cryder zu überweisen.
Dungeon zeigt sich betrübt darüber, dass er nun ausgerechnet wegen Bowfield ins Gefängnis müsse. Die Jungen sind allerdings der Ansicht, dass „Sweet Revenge“ eine großartiges Spiel ist, das großen Erfolg haben wird, und dass Dungeon hinter Gittern ein großer Verlust wäre. Justus bietet ihm daher an, dass er das gestohlene Geld schlicht wieder zurück auf Bowfiels Konto überweist und sie ihn nicht bei der Polizei melden. Bowfield wollen sie einen anonymen Hinweis zukommen lassen, dass das Passwort geändert werden sollte. Dungeon willigt ein und erklärt sich sogleich bereit, den von ihm geschaffenen Mitchel Cryder Vergangenheit werden zu lassen. Sie bekommen zudem bestätigt, dass Tom Beker hinter den Drohungen steckte, da er nicht wollte, dass Dritte mit in die Sache hineingezogen werden, wodurch seiner Meinung nach die Sache hätte auffliegen können. Auch ein letztes Rätsel bei der ganzen Sache löst sich nun auf: Bei dem mysteriösen Koffer, den Tom Beker in den Büroräumen des Unternehmens verstecken ließ, handelte es sich um dessen Fagott im Wert von 20.000 US-Dollar, das nicht den „Vampiren“ – gemeint sind die Vollstrecker des Pfändungsbefehls seiner Krankenkasse – in die Hände fallen sollte.
Anschließend erhalten die Jungen noch die Gelegenheit, das Spiel fertig zu spielen: Sie gelangen aus der Kanalisation nach oben in die Straßen des von Vampiren bevölkerten Los Angeles und fliehen in eine Kirche, wo sich das Portal befindet, das sie zurück in das Marlon ihrer Zeit bringt. Der Vampiranführer Hehmathor stirbt bei dem Versuch, mit seinen Heerscharen in die Kirche zu gelangen, all die übrigen Vampire zerfallen daraufhin zu Staub. Zurück im Schloss, wo das Spiel seinen Ausgang nahm, können die Helden der kranken Königin sowohl den Thronfolger zurückgeben als auch ein Heilmittel für ihre Krankheit überreichen, woraufhin das ganze Land von der Krankheit geheilt wird. Bob findet das Ende etwas kitschig, Peter zu plötzlich, Justus hingegen meint, dass ihn das nicht störe, da es schließlich ein Videospiel sei.

## Ausgaben
- André Minninger: Die drei ??? – Vampir im Internet, Kosmos, Stuttgart 1999, ISBN 3-440-07761-6